# Melitaea maracandica
Melitaea maracandica är en fjärilsart som beskrevs av Otto Staudinger 1882. Melitaea maracandica ingår i släktet Melitaea och familjen praktfjärilar. Inga underarter finns listade i Catalogue of Life.